# فرانچسکو یووینه
فرانچسکو یووینه (ایتالیایی: Francesco Jovine)؛ ۲ اکتبر ۱۹۰۲ – ۳۰ آوریل ۱۹۵۰) یک نویسنده، روزنامه‌نگار مقاله‌نویس اهل ایتالیا بود. وی برنده جایزه ویارجو (۱۹۵۰) شده است. او بیشتر با رمان‌های خانم آوا و سرزمین ساکرامنتو به شهرت رسید.